# Et le cinquième cavalier, c'est la peur
Pour les articles homonymes, voir Le Cinquième Cavalier (homonymie).
Et le cinquième cavalier, c'est la peur (tchèque : A pátý jezdec je strach) est un film tchécoslovaque réalisé par Zbyněk Brynych et sorti en 1965.
Rattaché au courant de la Nouvelle vague tchèque, il traite de la Shoah indirectement, en décrivant les effets de l'oppression, et Zbyněk Brynych use du nazisme comme métaphore pour critiquer le communisme soviétique, soulignant les dangers de ces deux idéologies. Il fut distribué aux États-Unis en 1968, où il reçut d'élogieuses critiques.

## Fiche technique
- Titre français : Et le cinquième cavalier, c'est la peur
- Titre américain : The Fifth Horseman Is Fear
- Titre original : A pátý jezdec je strach
- Réalisation : Zbyněk Brynych
- Scénario : Hana Bělohradská, Milan Nejedlý, Ota Koval (de), Ester Krumbachová
- Musique : Jiří Sternwald (cs)
- Directeur de la photographie : Jan Kalis
- Monteur : Miroslav Hájek
- Décorateur : Milan Nejedlý
- Costumière : Ester Krumbachová
- Pays d'origine :  Tchécoslovaquie
- Société de production : Studios Barrandov
- Format : Noir et blanc - 2,35:1 - Mono
- Durée : 100 minutes
- Dates de sortie :
  -  Tchécoslovaquie : 12 février 1965
  -  États-Unis : 6 mai 1968

## Distribution
- Miroslav Macháček
- Olga Scheinpflugová
- Zdena Procházková (cs)
- Jiří Adamíra (en)
- Josef Vinklář (de)
- Ilja Prachař
- Jana Pracharová
- Jiří Vršťala
- Tomás Hádl
- Eva Svobodová
- Jiří Pleskot (en)
- Milan Mach (cs)
- Mirko Musil (cs)
- Roman Hemala (cs)
- Slávka Budínová (en)
- Čestmír Řanda (en)
- Iva Janžurová
- Helena Růžičková (en)